# Nino Bravo
Nino Bravo, pseudonimo di Luis Manuel Ferri Llopis (Aielo de Malferit, 3 agosto 1944 – Villarrubio, 16 aprile 1973), è stato un cantante spagnolo di musica leggera. Prima ancora che riuscisse a godere appieno della sua fama, morì a soli 28 anni, in seguito ad un incidente automobilistico. Oggi è uno dei cantanti più famosi del mondo ispano-americano e costituisce una vera e propria fonte di guadagno per le case discografiche.

## Biografia

### L'infanzia
Nasce in un piccolo paesino della provincia di Valencia, Aielo de Malferit, ma trasloca nel capoluogo dopo qualche anno. A 16 anni inizia a lavorare per conto di una gioielleria, la "Casa Amat", dove riesce a diventare intagliatore.

### L'età adulta

#### Il primo approccio alla musica
Durante questi anni condivide assieme al suo mestiere la sua più grande passione, il canto, fondando nel 1962 il gruppo "Los Hispánicos" assieme agli amici Félix Sánchez e Salvador Aranda. Il trio musicale si fece popolare nel quartiere Sagunto e poi nel resto della nazione, dopo essere arrivati in finale nel concorso radiofonico nazionale "Fiesta en España". Nonostante ciò, il gruppo, qualche mese dopo si disgregò.

#### La formazione della band
Luis Manuel non si dà per vinto e, per la sua amicizia con Vicente López (bassista de "Los Supperson" i quali dovevano rimpiazzare il proprio cantante, Carlos Lardíes, rimasto coinvolto in un incidente stradale) s'incorpora al gruppo, diventando un vero e proprio pilastro insostituibile. Più tardi si separano dalla band i fondatori Josep Bosch (chitarra solista) e Saturnino Naredo (chitarra ritmica) ed entrano, invece, i fratelli Pepe e Vicente Juesas (chitarra e tastiera). Questo sarà il gruppo che accompagnerà Nino Bravo fino alla fine della sua carriera artistica. Bisogna ricordare, inoltre, che Luis Manuel fece il servizio militare di leva nella Marina a Cartagena. Al suo ritorno lavora presso un'officina e in seguito realizza la sua presentazione come cantante solista al Festival de la Canción de La Vall d'Uixò nel 1968.

#### I primi contratti
Realizzò le sue interpretazioni di maggior successo al Teatro Principal de Valencia e in seguito la casa discografica Fonogram lo contratta per quattro anni. Il suo primo disco si registrò con le canzoni di Manuel Alejandro: Como todos (Come tutti) e Es el viento (È il vento). Partecipa al Festival della Canzone di Barcellona con No debo pensar en ti (Non devo pensare a te), dove non venne proclamato vincitore.

#### I successi
Nell'estate dell'anno 1969, Augusto Algueró gli diede da cantare Te quiero, te quiero (Ti voglio bene), la quale, nonostante fosse stata registrata per conto di altri interpreti come Lola Flores e Carmen Sevilla, non è stata inserita in commercio. Nino riuscì ad ottenere con quest'ultimo singolo un successo clamoroso essendo stata eletta Canzone dell'estate. A Te quiero, te quiero seguitarono Noelia, Perdona (Scusa), Mi gran amor (Mio grande amore), Esa será mi casa (Quella sarà la mia casa), Mi querida mamá (Mia cara mamma), Voy buscando (Sto cercando), Un beso y una flor (Un bacio e un fiore) e Libre (Libero), per citarne alcune.
Partecipa nella selezione del Festival di Eurovision in due occasioni. La prima è nel 1970 con Ésa será mi casa, dove, però, non arriva in finale (vinta poi da Julio Iglesias con Gwendolyne. Il 20 aprile 1971 si sposa in segreto con María Amparo Martínez Gil. Poi si reca a Buenos Aires dove recita nel Canal 9, in un programma speciale, assieme al cantante di tango Argentino Ledesma.
Il 24 gennaio 1972 nasce la sua prima figlia, Amparo. Poco dopo incide il suo terzo album, «Un beso y una flor», con il quale ottiene un grande successo in Spagna e America Latina.
Nel novembre 1972 partecipa al Festival della Canzone di Rio de Janeiro come rappresentante spagnolo, dove arriva primo ex aequo assieme a David Clayton-Thomas (USA). La vittoria gli è stata negata ingiustamente dal presidente della giuria Joseph Lee Zhito che, essendo statunitense, non avrebbe dovuto partecipare al voto. Alcune settimane dopo entra in circolazione il suo quarto album Mi tierra, contenente uno dei suoi più grandi successi: «Libre».

### La tragica morte e la nascita di un mito
Il 14 marzo 1973 si esibisce per l'ultima volta a Valencia. Lì canta per la prima ed ultima volta l'Inno di Valencia, accompagnato dal pubblico presente. Poco dopo i familiari, gli amici e i sostenitori riceveranno la terribile notizia della sua scomparsa avvenuta in seguito ad un incidente automobilistico. Viaggiava a bordo di una BMW assieme agli altri tre musicisti del gruppo, due dei quali sono rimasti praticamente illesi. Una lunga serie di sfortunati eventi lo portò alla morte: l'auto percorreva a velocità sostenuta una leggera curva dove si capovolse varie volte prima di finire contro un palo della luce. L'ambulanza tardò molto ad arrivare e l'ospedale più vicino era mal equipaggiato. Lasciò la moglie e due figlie, una delle quali (Eva) non riuscì a vedere il padre.

## Tecnica vocale
Nino Bravo possedeva una voce tenorile unica e ben distinguibile dalle altre. La pronuncia spagnola ha acquistato popolarità anche oltreoceano, riportando la musica iberica ai livelli internazionali. 
Per quanto riguarda il timbro, la sua era una voce molto calda, dolce e melodica. Si può affermare che essa rispecchiava gli stati d'animo che coincidono con i testi delle canzoni e dunque trasmetteva con grande intensità svariati stati d'animo.
La sua impostazione era del tutto naturale: infatti non andò mai a lezione e riusciva a raggiungere difficili acuti con semplicità e senza stringere di gola.

## Discografia
- 1970 Nino Bravo (pubblicato settimane dopo intitolato Te quiero, te quiero)
- 1971 Nino Bravo (Edizione speciale Círculo de Lectores)
- 1971 Nino Bravo (rinominato nel 1995 Puerta de amor)
- 1972 Un Beso y una flor
- 1972 Mi tierra

### Postumi
- 1973 ... Y Vol. 5 (rinominato nel 1995 América, América)
- 1973 Nino Bravo (Edizione speciale Círculo de Lectores)
- 1973 Nino Bravo (Edizione speciale DiscoLibro)
- 1973 Los Artistas Españoles a Nino Bravo (concerto-omaggio)
- 1974 Nino Bravo (Edizione speciale Círculo de Lectores)
- 1974 Nino Bravo (Rifacimento Círculo de Lectores)
- 1975 Lo Mejor de Nino Bravo
- 1976 Nino Bravo (Super 20)
- 1980 La Voz de Nino Bravo (con nuovi arrangiamenti a cura di Luis Cobos)
- 1981 El Ayer de Nino Bravo
- 1981 Tus Canciones Favoritas «Quién eres tú» (include tema inedito)
- 1983 Los Grandes Éxitos de Nino Bravo, Vol. 6
- 1985 Érase Una Vez... Nino Bravo
- 1988 Nino Bravo (riedizione di "Érase Una Vez...")
- 1990 30 Grandes Éxitos Originales
- 1992 Nino Bravo (rifacimento Planeta Agostini)
- 1995 50 Aniversario (duetti con artisti spagnoli)
- 1995 Aniversario 1945-1995 (digitalizzazione di "La Voz De Nino Bravo")
- 1997 Duetos 2
- 2002 Ésa será mi casa y otros grandes éxitos
- 2002 Homenaje a Nino Bravo (triplo CD Commemorativo MovieMusic)
- 2003 Sus Tres Primeros Lp's (Edizione Rama Lama Music)
- 2003 Todo Nino, La Obra Completa de Nino Bravo
- 2004 Colección Universal.es (Gli ultimi 3 dischi)
- 2005 Éxitos (Edizione Nhoa Music)
- 2005 N1NO, Todos Los Números 1 de Nino Bravo (rifacimento con canzone inedita "Sin darte cuenta", remix e DVD con filmati vari e comparse televisive)
- 2005 Éxitos, Vol. 2 (Edizione Nhoa Music)
- 2006 N1NO, Todos Los Números 1 de Nino Bravo (Riedizione senza DVD)
- 2009 Sus 50 Mejores Canciones
- 2009 Nino Bravo·40 Años Con Nino